# Produtos de Portugal
Produtos de Portugal ou produtos portugueses são produtos de origem Portuguesa. Estes produtos tem associados a cultura e valor da rica história de Portugal. Os produtos de Portugal  transmitem a hospitalidade do povo português, a cultura de séculos de história e glória, a qualidade dos produtos produzidos pelo empenho e amor do povo português e a saudade de um país romântico, vibrante e bonito.